# Corey Kispert

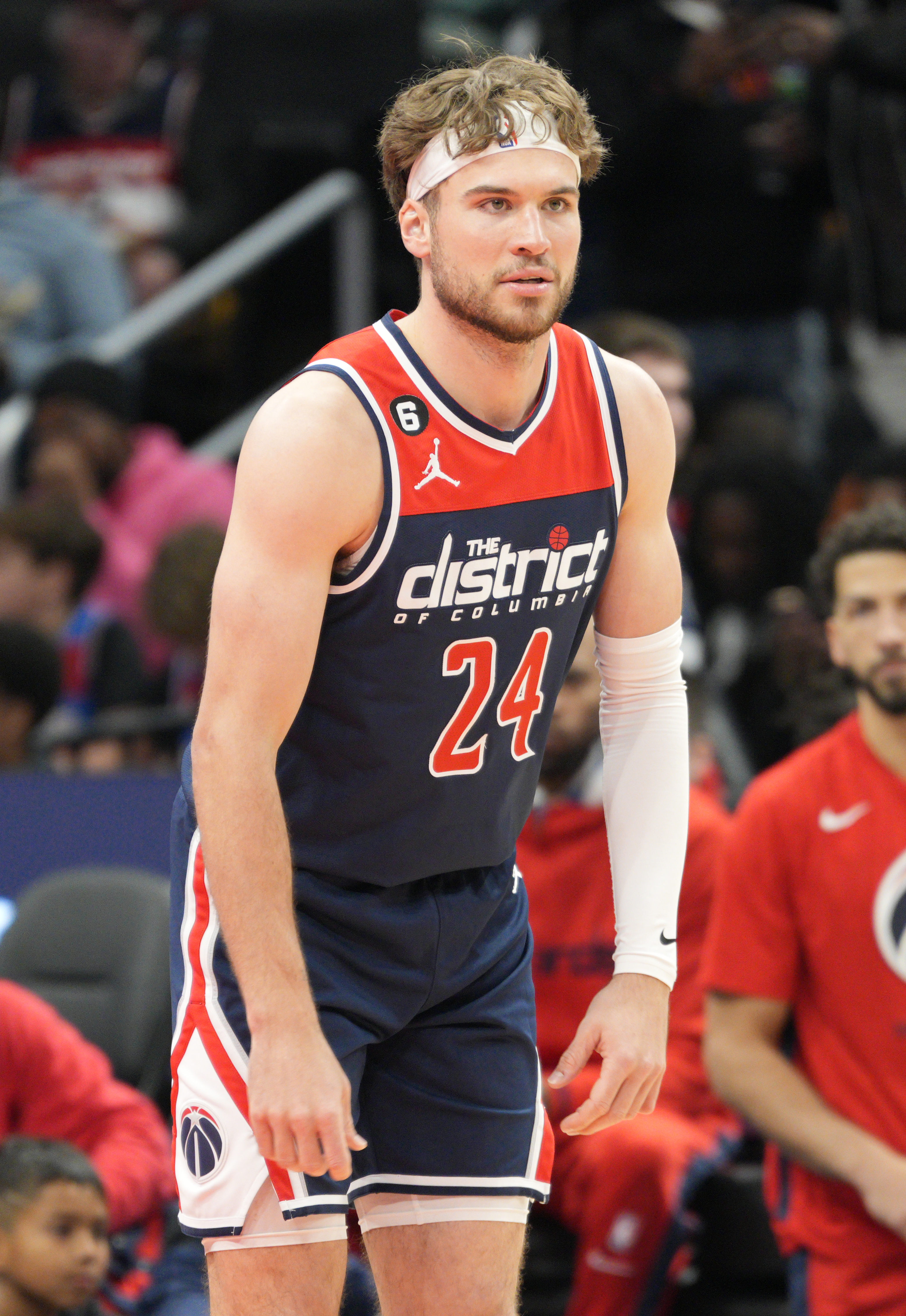
Corey Kispert, 2023.

Corey James Kispert, född 3 mars 1999 i Edmonds i Washington, är en amerikansk professionell basketspelare (SF/SG) som spelar för Washington Wizards i National Basketball Association (NBA).
Han draftades av Washington Wizards i första rundan i 2021 års draft som 15:e spelare totalt.
Innan Kispert blev proffs studerade han vid Gonzaga University och spelade för deras idrottsförening Gonzaga Bulldogs.